# Forced Vengeance
Forced Vengeance is een Amerikaanse actiefilm uit 1982 met in de hoofdrollen Chuck Norris, Mary Louise Weller en Camila Griggs. De film werd geschreven door Franklin Thompson en James Fargo en daarna geregisseerd door James Fargo. De verfilming vond plaats in Hong Kong en Portugees Macau. De film werd op 30 juli 1982 in de Verenigde Staten uitgebracht.

## Verhaallijn
Josh Randall (Chuck Norris) is een Vietnamveteraan en werkt als hoofdbeveiliger bij de Hongkongse casino Lucky Dragon, waarvan hij goed bevriend is met de eigenaar. Wanneer de eigenaar van de casino weigert zijn bedrijf te verkopen aan een crimineel syndicaat, worden hij en zijn zoon vermoord. Josh Randall neemt hierop vervolgens de dochter van zijn werkgever in bescherming en gaat daarna op zoek naar het hoofd van het syndicaat om wraak te nemen voor de moord op zijn werkgever.

## Rolverdeling
| Acteur             | Personage                          |
| ------------------ | ---------------------------------- |
| Chuck Norris       | Chief Joshua Harrin "Josh" Randall |
| Mary Louise Weller | Claire Bonner                      |
| Camila Griggs      | Joy Paschal                        |
| Michael Cavanaugh  | Stan Ramandi                       |
| Peter Gee          | Simon Koo                          |
| David Opatoshu     | Sam Paschal                        |
| Seiji Sakaguchi    | Kam                                |
| Frank Michael Liu  | David Paschal                      |
| Bob Minor          | LeRoy Nicely                       |
| Lloyd Kino         | inspecteur Chen                    |
| Leigh Hamilton     | Sally Tennant                      |
| Howard Caine       | Milt Diamond                       |
| Robert Emhardt     | Carl Gerlich                       |
| Roger Behrstock    | Ron DiBiasi                        |
| Jimmy Shaw         | inspecteur Keck                    |
| Richard Norton     | Herb                               |

## Productie
De film was zou oorspronkelijk de naam The Jade Jungle krijgen. Tijdens de productie werd de titel echter gewijzigd in Forced Vengeance. Het had Norris 'grootste budget tot nu toe. Het kostte $ 5 miljoen om te maken en werd geproduceerd door de grote studio van MGM.